# Schloss Gitting

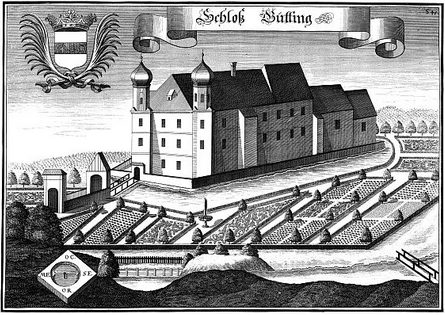
Schloss Gitting nach einem Stich von Michael Wening um 1700

Schloss Gitting befand sich in dem Ort Niederleierndorf, heute einem Gemeindeteil des Marktes Langquaid im niederbayerischen Landkreis Kelheim. Es wurde mehrmals zerstört und wieder aufgebaut. Seit  Anfang des 19. Jahrhunderts ist es abgegangen (nicht mehr vorhanden).  
Das Schloss lag südlich der heutigen Gittinger Straße im westlichen Teil von Niederleierndorf. Es wird im Bayernatlas als Bodendenkmal mit der Aktennummer D-2-7138-0083 geführt und als „mittelalterlicher Burgstall ‚Schloss Gitting‘“ bezeichnet.

## Beschreibung
Ein eigenständiger Ort Gitting wird seit dem Hochmittelalter genannt, ist aber heute völlig in Niederleierndorf aufgegangen. Aufgrund des Auftretens des Ortsadelsgeschlechts der Gi(ü)ttinger ist der erste Burgenbau in Gitting Ende des 12. bis Mitte des 13. Jahrhunderts anzunehmen. Die Burg wurde unmittelbar an der Verkehrsroute von Regensburg über Kloster Paring, Hebramsdorf nach Landshut errichtet; zudem verlief in unmittelbarer Nähe die Straße von Staubing nach Abensberg.
Die 1490 im Löwlerkrieg zerstörte Burg wird hier von Philipp Apian genannt. Diese Ruine wurde hundert Jahre später von dem Besitzer Hans Ulrich von und zu Königsfeld 1589 wieder zu einem Schloss aufgebaut. Von der Baufertigstellung zeugt ein Wappenstein, der auf der Nordseite der sog. Schlossmühle noch erhalten ist. Auch im Dreißigjährigen Krieg wurde das Schloss in Mitleidenschaft gezogen, aber zwischen 1705 und 1720 von seinem damaligen Besitzer Nothafft von Weißenstein wieder in Stand gesetzt. Wie auf dem Kupferstich von Michael Wening zu sehen ist, bestand das Wasserschloss damals aus einem mehrgliedrigen zwei- bzw. dreistöckigen Baukomplex, der an der Ostseite von zwei kuppelbedeckten Ecktürmen abgeschlossen wurde. Der Zugang erfolgte durch zwei Torbögen, die dann zu einer Brücke führen. Außerhalb des Wassergrabens ist eine barocke Parkanlage zu sehen.

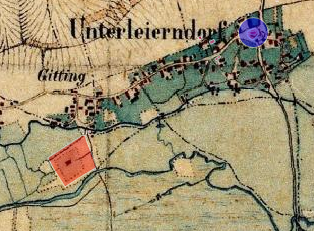
Schloss Gitting auf dem Urkataster von Bayern von 1815

Das Wasserschloss Gitting, der Nachfolgebau einer hochmittelalterlichen Wasserburg, lag zwischen den zwei Armen der Großen Laaber und der Alten Laber auf dem sog. Schlossbuckel. Auf dem Urkataster von Bayern von 1815 ist die etwa 60 mal 70 m große trapezförmige Anlage von einem etwa fünfzehn Meter breiten Wassergraben umgeben, der 20 Jahre später nicht mehr vorhanden war. Im Nordwesten des Trapezes ist ein Gebäude zu erkennen, der Zugang erfolgte von der Ostseite. Heute dient der Rest des Grabens an der Nordseite als Fischweiher, die anderen drei versandeten Seiten sind noch als Mulden nachweisbar. Von der südöstlichen Grabenecke führte eine Rinne in Richtung Alte Laaber; alles liegt in einem landwirtschaftlich genutzten Grundstück, an das ein geschütztes Niedermoos anschließt. Von dem Schlossgebäude ist oberirdisch nichts mehr zu sehen, erhalten blieb nur das ehemalige Amtshaus des Schlosses (Wiesenweg 1).

## Geschichte
Als frühe Mitglieder des Ortadelsgeschlecht der Gittinger werden 1187 Anna von Gütting, Stiftsfräulein in Niedermünster, 1243 Friedrich von Gütting und seine Frau Berta von Sünching, dann deren Tochter Anna († 1313) sowie 1291 Rudolf von Gütting genannt. Die Gittinger treten mehrmals als Schenker an das Kloster Niedermünster, das Katharinenspital zu Regensburg, an das Kloster Paring und an das Kloster Weltenburg auf. Friedrich von Guettingen ist um 1300 zeitweise der Vogt der Kirchen zu Sandsbach und Westenkirchen. Der letzte aus dieser Familie ist vermutlich Ulrich der Achdorfer zu Gitting, der mit seiner Frau Margareta von Ebran von Lauterbach 1371 die Hofmark verkauft.
1444 wird hier der „edel Dietrich Ramelstainer von Gutting“ als Gerichtsbeisitzer genannt. Er verpfändet Gitting an einen Landshuter Bürger und übergibt Gitting 1457 zur Pfandschaftsauslösung an die Kirchenpröbste von Ingolstadt. 1459 überfällt der Ramelsteiner Gitting, aber der auf der Burg sitzende Hans Elsenbeck nimmt ihn gefangen. Durch Vermittlung des bayerischen Herzogs Heinrich XVI. kommt eine Einigung zustande. Hans Elsenpeck von Gütting erscheint 1470 als Landstand. Ulrich Elsenpeck war 1489 ein Gründungsmitglied des aufständischen Löwlerbundes, der sich gegen Herzog Albrecht IV. richtete. Die herzoglichen Truppen erobern und zerstören im Kriegsverlauf 1491 auch die Burg von Gitting. Die Elsenbeck werden 1500 zum letzten Mal als Herren von Gitting genannt.
Nicht bekannt ist, wie Gitting an die Königsfeld gekommen ist. 1510 wird Sigmund von Königsfeld als Landsasse auf Gitting genannt. Bei einer Erbteilung 1543 erhält Hans Sigmund von und zu Königsfeld auch die Hofmark Gitting mitsamt „thürn, Burgstal, Graben“. Nach seinem kinderlosen Tod († 1551) geht der Besitz an seinen Bruder Franz und 1562 an dessen drei Söhne über. Bei einer Erbteilung von 1574 erhält Johann Ulrich u. a. in „Gütting den Burkstal, darauf das Schloß, so alleß Eingefallen, gestanden“. Dieser nennt sich in der Folge Johann Ulrich von und zu Königsfeld auf Gütting, Affecking und Pfettrach. 1589 lässt er die Burg sowie die daneben stehende Mühle wieder errichten. Nachfolger wird 1603 sein Sohn Johann Ludwig († 1631), Pfleger zu Kelheim. Dessen Tochter Regina verkauft Gitting am 9. März 1643 an Graf Christoph von Conzin, Freiherr zu Weißenstein († 1680). Nach dem Tod seiner Witwe († 1696), eine geborene Freyberg von Eisenstein, kommt Gitting auf dem Erbweg an Christoph Benedikt von Freyberg zu Eisenstein, der die Hofmark an Josef von Reindl verkauft. Dieser veräußert Gitting 1705 wiederum an Christoph Cajetan Ferdinand Nothaft, Freiherr von Weißenstein. Er ließ das Schlossgebäude 1705 – 1720 wieder in Stand setzen, wohnte aber nicht hier. Auf die Gant gekommen, geht Gitting 1759 auf Wiguläus Xaverius Aloisius Freiherr von Kreitmeyer auf Offenstetten über. 1799 wird hier seine Witwe Maria Romana, geborene von Frönau, genannt.
Das Schloss verbleibt im Besitz dieser Familie bis 1915.